# فحص الزفير باليوريا

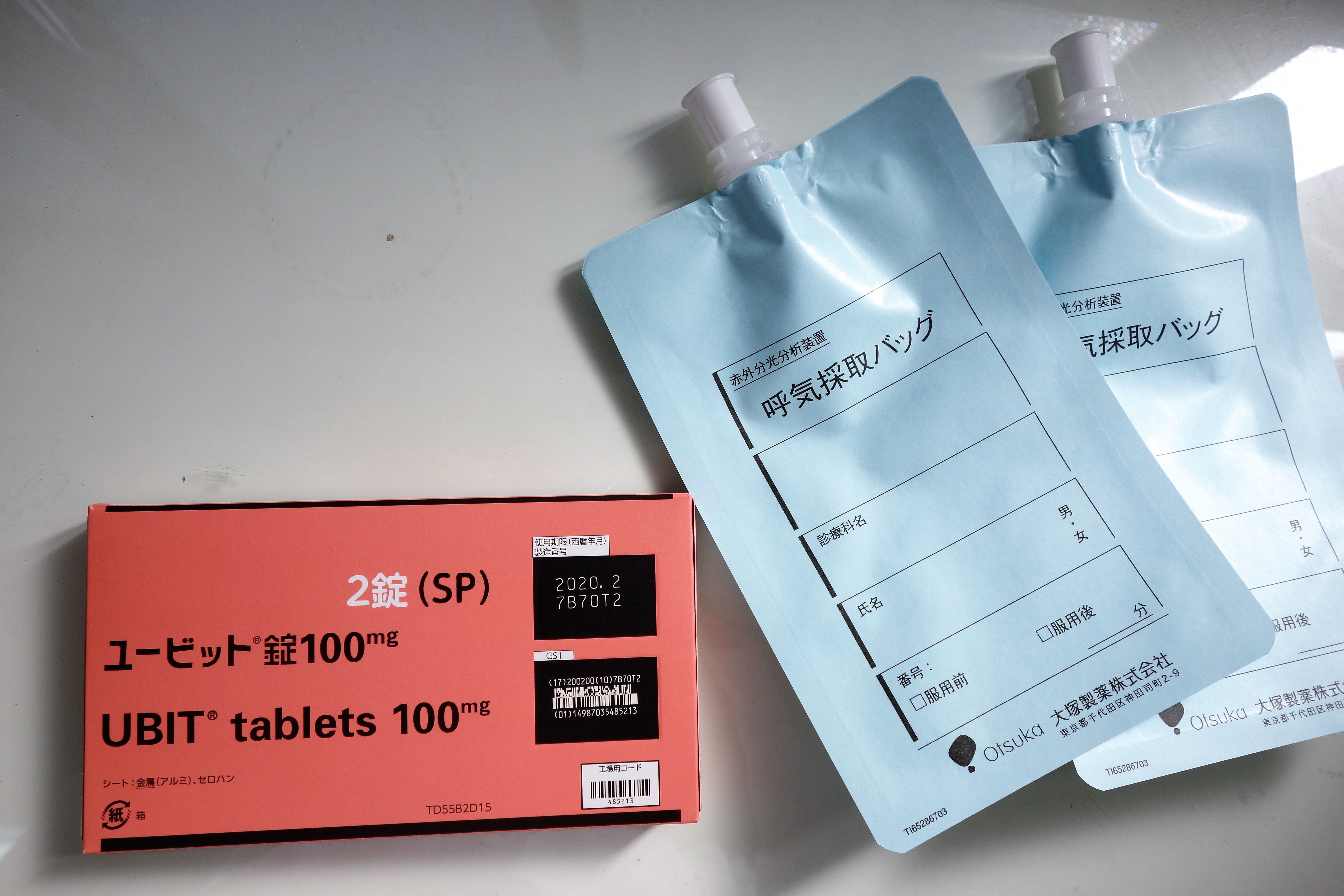

فحص الزفير باليوريا (بالإنجليزية: Urea breath test)‏ هو إجراء تشخيصي سريع يستخدم لتحديد العدوى بواسطة الملوية البوابية، وهي بكتيريا حلزونية مسببة لالتهاب المعدة، وقرحة المعدة، ومرض القرحة الهضمية. يعتمد على قدرة الحلزونية البوابية على تحويل اليوريا إلى أمونيا وثاني أكسيد الكربون. يوصى باختبارات تنفس اليوريا في إرشادات المجتمع الرائد كخيار غير جراحي مفضل للكشف عن الحلزونية البوابية قبل وبعد العلاج.

## المبادئ والآليات
يبتلع المرضى اليوريا المسمى بنظير غير شائع، إما كربون 14 المشع أو كربون 13 غير مشع. في غضون 10-30 دقيقة لاحقة، يشير اكتشاف ثاني أكسيد الكربون المسمى بالنظائر في الزفير إلى أن اليوريا قد انقسمت؛ يشير هذا إلى أن اليورياز (الإنزيم الذي تستخدمه الحلزونية البوابية لاستقلاب اليوريا) موجود في المعدة، وبالتالي توجد بكتيريا الملوية البوابية.
يقيس الاختبار عدوى الملوية البوابية النشطة. إذا كانت المضادات الحيوية تقلل من كمية الملوية البوابية الموجودة، أو كانت حالات المعدة أقل حمضية من المعتاد، فسيتم تقليل كمية اليورياز الموجودة.
وفقًا لذلك، يجب إجراء الاختبار فقط بعد 14 يومًا من إيقاف الأدوية المخفضة للحمض (مثبطات مضخة البروتون) أو بعد 28 يومًا من التوقف عن العلاج بالمضادات الحيوية. يعتقد بعض الأطباء أن خزان الحلزونية البوابية في لوحة الأسنان يمكن أن يؤثر على النتيجة.